# Pontryaginprodukt
Inom matematiken är Pontryaginprodukten, introducerad av Pontryagin (1939), en produkt på homologin av ett topologiskt rum inducerad av produkten på topologisk rummet. Specialfall inkluderar Pontryaginprodukten på homologin av en abelsk grupp, Pontryaginprodukten på ett H-rum och Pontryaginprodukten på ett looprum.